# Кандахар (филм, 2010)
Вижте пояснителната страница за други значения на Кандахар.
„Кандахар“ (на руски: Кандага́р) е руски драматичен филм по действително събитие на режисьора Андрей Кавун от 2010 г.
Сниман е в Русия, Мароко и Турция. Той е първият филм, който илюстрира обстановката в Афганистан след изтеглянето на съветските войски от там.

## Сюжет
1995 година: Руски транспортен самолет Ил-76, превозващ товар боеприпаси под прикритието на хуманитарна помощ от Турция (гр.Истанбул) към афганистанския град Баграм разположен на 24 км северно от афганистанската столица Кабул, е принудително приземен от изтребител-прихващач на летище в град Кандахар (в югоизточен Афганистан) за проверка. Талибаните залавят руския екипаж: командир на полет, втори пилот, навигатор, бордов инженер и радист. Те отказват да научат ислямистите да управляват руски транспортен самолет, настанени са в порутена затворническа къща край която има малък двор с кладенец с питейна прясна вода, заобиколени са от високи стени с картечни гнезда и караулни кули .
Екипажът упорито понася трудностите и лишенията в плен: и петимата са твърдо убедени, че Русия, използвайки дипломатически канали и влиянието си в света, ще освободи пленените ѝ граждани. Минават обаче месеци и освен периодични посещения на дипломати и журналисти, нищо не се е случило. Независимо от това на ислямистите е разрешено редовно да извършват регулярна поддръжка на арестувания руски транспортен самолет. След като са преминали през поредица от трудности и унижения, почти на ръба на смъртта, членовете на екипажа осъзнават, че единственият начин за спасение е да избягат.
Командирът се съгласява да обучи талибански бойци как да управляват руски цивилен самолет. Талибаните им осигуряват преводач – мюсюлманин владеещ руски език. Командирът на полета е опитен военен – участник във военните действия, внимателно изучава ежедневието на летището: пистата е в добро състояние, но точно зад нейния край има минно поле. Охраната на летището: фалшива зенитна батерия с манекени на стрелци и тълпа ислямисти, въоръжени с леко стрелково оръжие, и бойци наблизо скрити в хангари. Това обаче е единственият шанс за бягство.
По време на мюсюлманска молитва, самолетът, без да предизвика подозрение у малобройните афганистански пазачи, свободно се движи и се подготвя да излети от пистата. Не всички от пленения руски екипаж обаче са на борда – в пилотската кабина отсъства втория пилот. Командира на полета прекъсва излитането като просто самолета движейки се по пистата за излитане просто достига до телената ограда на летището и спира малко преди нея без да е достигнал минимална скорост за отделяне от пистата, а след това се свързва с дежурния и извиква трактор да изтегли руския транспортен самолет до мястото за паркиране. Отнема доста време да се изчака следващият опит – ислямистите под различни предлози спряха да позволяват на руския екипаж да обслужва самолета. Въпреки това е възможно да се убедят ислямистите в необходимостта да се поправят шаситата, повредени по време на аварийно спиране, и да се извършват текущи превантивни дейности със скъпо оборудване. Изчислението на командира се оказва точно – след подмяна на шасито, дойде време за мюсюлманска молитва – талибаните единодушно напуснаха летището, оставяйки само няколко пазачи. Навигаторът, летателен инженер и радиооператор, освободен от рутинна поддръжка, стартира игра за пари със стражите, поставяйки златен пръстен на импровизирана масичка. Междувременно, след като успешно стартира и загрява двигателите, самолетът започва да се движи към пистата за излитане. Стражите са неутрализирани успешно, но ислямистите успяват да блокират пистата. Прилагайки на практика знанията и опита, придобити в битка, командирът на полета и втория пилот излитат успешно, вдигат самолета над облаците и го насочват в посока към Иран . Пленът им е продължил 378 дни .